# Uisenma Borchu

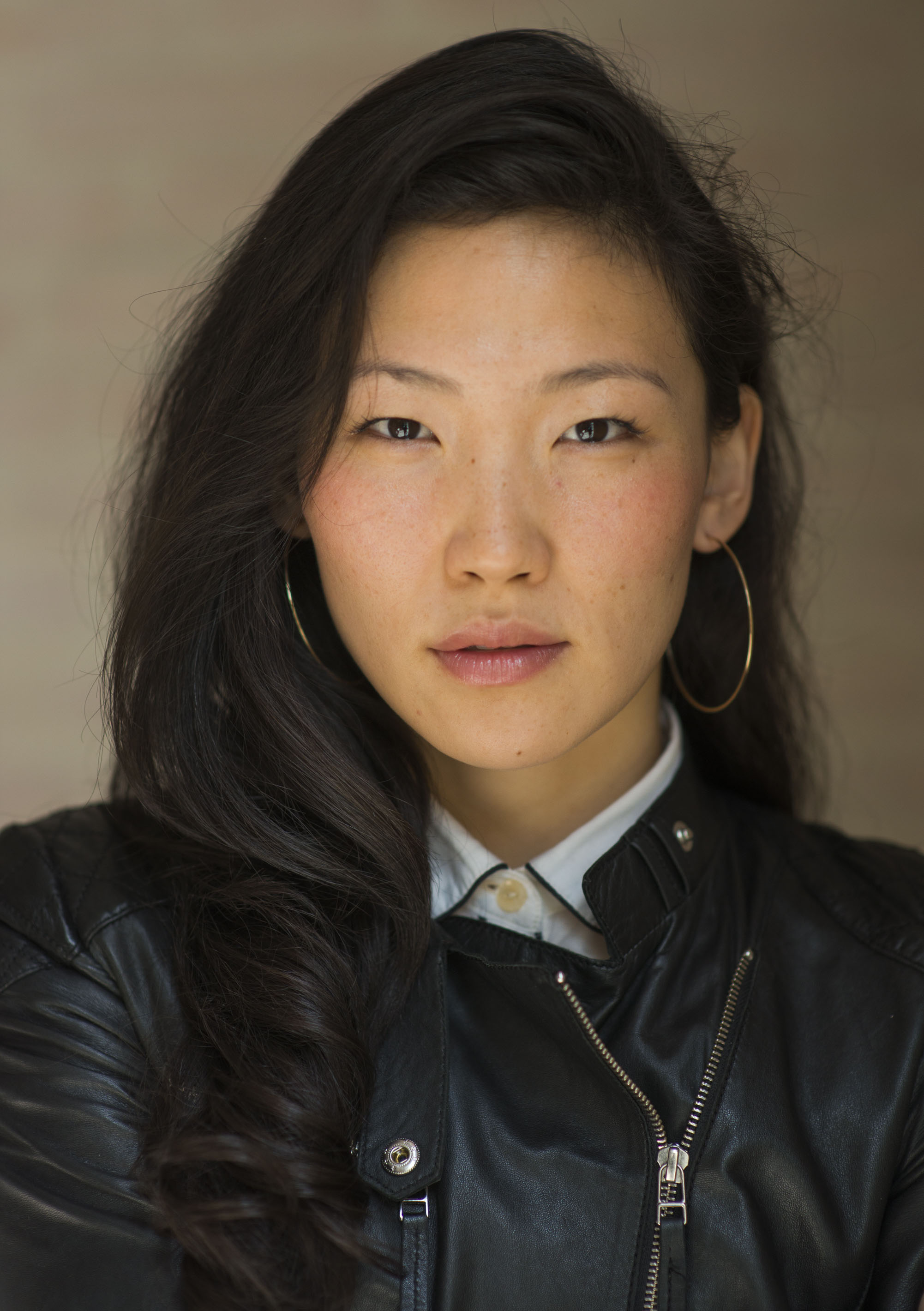
Uisenma Borchu (2016)

Uisenma Borchu (mongolisch Борхүүгийн Үйзэнмаа, ᠪᠣᠷᠣᠬᠦᠦ ᠶᠢᠨ ᠦᠢᠵᠡᠩᠮ᠎ᠠ, Borchüügiin Üidsenmaa; * 1. Juni 1984 in Ulaanbaatar) ist eine mongolisch-deutsche Regisseurin und Schauspielerin.

## Leben und Werk
Uisenma Borchu kam 1989 mit ihrer Familie aus der Mongolei in die DDR. Sie studierte von 2006 bis 2015 Regie an der Hochschule für Fernsehen und Film München in der Abteilung Dokumentarfilm und Fernsehpublizistik. Ihr erster Dokumentarfilm Donne-moi plus (2007) wurde von german films im Rahmen der Next Generation Rolle zum Festival de Cannes eingeladen. Der Film wurde unter anderen im Museum of Modern Art, New York, (2008) und in der Pinakothek der Moderne, München, (2012) gezeigt. Mit ihrem Dokumentarfilm Himmel voller Geigen (2011) gewann sie den Megaherz Film School Award auf dem DokFest München 2012.
Bei dem Dokumentarfilm Preis des Goldes von Sven Zellner und Chingunjav Borkhuu war sie als Editorin beteiligt. Der Film wurde auf der Duisburger Filmwoche mit dem ARTE-Dokumentarfilmpreis 2012 ausgezeichnet.
Ihr Diplomfilm an der Hochschule für Fernsehen und Film München ist Schau mich nicht so an (2015). In dem Film spielt sie selbst in einer Hauptrolle neben Catrina Stemmer, Josef Bierbichler und Anne-Marie Weisz. Der Film wurde von diversen Sendern und der Filmförderung abgelehnt und ist mit einem sehr geringen Budget aus Mitteln der Hochschule und des Vereins Gesellschaft der Freunde und Förderer der Hochschule für Fernsehen und Film in München e. V. entstanden. Schau mich nicht so an hatte Weltpremiere auf dem Filmfest München 2015 und gewann dort den Fipresci Film Critics Prize der Fédération Internationale de la Presse Cinématographique. Zudem wurde der Film mit einer lobenden Erwähnung auf dem International Tarragona Filmfestival REC 2015, als bester Film auf den Filmkunsttagen Sachsen-Anhalt 2015, mit dem Bayerischen Filmpreis für Nachwuchsregie 2015 und mit dem Most Promising Talent Award 2016 auf dem Osaka Asian Filmfestival ausgezeichnet. Auf dem 18. Taipei Film Festival wurde Schau mich nicht so an mit dem Grand Prize in der International New Talent Competition geehrt.
Im Mai 2016 erhielt Uisenma Borchu die Auszeichnung „Mongolian Woman of the Year“ der Association for the Development of Mongolian Women in Europe in der Kategorie Kunst/Kultur/Sport. Beim 36. Internationalen Festival der Filmhochschulen München wirkte sie in der Jury der Interfilm-Akademie München für den Female Filmmakers Award mit.
In ihrer ersten Theaterarbeit NACHTS, ALS DIE SONNE FÜR MICH SCHIEN thematisierte Uisenma Borchu 2017 an den Kammerspielen München ihre Lebensgeschichte. Mit drei Schauspielern und ihrem Vater erweckte die Regisseurin ihre Erinnerung zum Leben, mit der bleibenden Frage: Ist die Zeit, ist die Vergangenheit wieder einzuholen? Und kann man dadurch dem Rätsel, wer man ist, auf die Spur kommen?
In ihrem zweiten Spielfilm Schwarze Milch (2020) schildert Borchu das Wiedersehen von zwei Schwestern in der Mongolei. Nach vielen Jahren kommt die in Deutschland aufgewachsene Mongolin (Uisenma Borchu) in ihre alte Heimat zurück. Die Schwestern stellen fest, dass sie beide in ihren Welten Außenseiterinnen sind und sich in einem Akt weiblicher Selbstbestimmung von der Meinung anderer befreien können.

## Filmografie (Auswahl)
- 2007: Donne-moi plus
- 2011: Himmel voller Geigen
- 2012: Khuyagaa – Tag im Leben eines Nomadenjungen
- 2012: Preis des Goldes (Schnitt)
- 2015: Schau mich nicht so an (Darstellerin, Regisseurin)
- 2018: Asphaltgorillas (Darstellerin)
- 2020: Schwarze Milch (Darstellerin, Regisseurin)[13]
- 2022: Tatort: Leben Tod Ekstase (Fernsehreihe)
- 2022: Das Netz – Prometheus (Fernsehserie)